# Terre promise (roman, 1991)
Pour les articles homonymes, voir Terre promise.
Roman sur les Royaumes oubliés
Terre promise est le titre d'un roman de R.A. Salvatore tiré du monde imaginaire des Royaumes oubliés. Il constitue la suite de Terre natale et de Terre d'exil.
Ce roman a été publié partiellement par Fleuve noir en 1994, puis  par Milady en édition intégrale : en grand format en 2008 puis en format poche en 2009.

## Synopsis
Après une route hasardeuse pour arriver à la surface, Drizzt Do'Urden est enfin hors d'atteinte de ses pairs de race, les maléfiques Elfes Noirs. Cependant, même et surtout hors des couloirs oppressants de l'Ombreterre, il se retrouve poursuivi par ses origines, et il devra faire preuve de persévérance et de courage pour trouver sa place sous le soleil.